# Elmer Swenson
Pour les articles homonymes, voir Swenson.
Elmer Swenson, né le 12 décembre 1913 et mort le 24 décembre 2004, était un hybrideur de cépages américain. Il est connu pour avoir créé une multitude de cépages, utilisés principalement pour la création de vin en régions froides.

## Biographie
Les premiers travaux d'hybridation de cépages d'Elmer Swenson remontent à 1943, alors qu'il était un fermier du Wisconsin. Il a ensuite travaillé en collaboration avec l'Université du Minnesota dans le but de créer des cépages hybrides ayant comme caractéristique la résistance au froid, jusqu'en 1979. Il a par la suite continué ses travaux et recherches de manière indépendante.

## Cultivars développés par Elmer Swenson
Plusieurs cépages qu'Elmer Swenson a créé lui-même, ou en partenariat avec l'université du Minnesota, sont toujours utilisés aujourd'hui aux États-Unis, au Canada et dans d'autres régions possédant un climat froid partout dans le monde. En voici quelques-uns :
- Edelweiss
- Kay Gray
- La Crosse
- Louise Swenson
- Minnesota 78
- Sabrevois
- Saint-Pépin
- Sainte-Croix
- Swenson Red
- Swenson White